# Barbie : Rêve de danseuse étoile
Série Barbie
Barbie : La Princesse et la Popstar
(2012) Barbie : Mariposa et le Royaume des fées
(2013)
Pour plus de détails, voir Fiche technique et Distribution.
Barbie : Rêve de danseuse étoile (Barbie in The Pink Shoes) est le 24e long-métrage d'animation qui met en scène le personnage de Barbie. Le film est sorti directement en vidéo en 2013 et a été réalisé par Owen Hurley.

## Synopsis
Kristyn est une ballerine qui se laisse emporter par la musique et crée ses propres pas. Mais lorsqu'elle le fait en répétant sa "Danse de la Laitière" pour le prochain ballet, Madame Natasha lui demande d'arrêter tout de suite car il faut pour cette chorégraphe que tout soit absolument parfait. En se faisant interrompre, Kristyn tombe et un de ses chaussons craque. Accompagnée de la créatrice de costumes, sa meilleure amie Hailey, elles vont voir Madame Katerina pour chercher une nouvelle paire de chaussons mais il n'y en a plus de la taille de Kristyn.
En entendant la jeune fille exprimer ses rêves de devenir une aussi bonne danseuse que Tara, la danseuse étoile qui exécute 3 solos et danse en couple avec le beau Dillon, et qu'elle aimerait tant danser Giselle ou Odette (Lac des Cygnes), Madame Katerina apporte à Kristyn des chaussons roses. Bien que trouvant la couleur étrange, Kristyn et Hailey se mettent à l'écart pour que la ballerine les essaye.
Au moment où Kristyn termine de lacer son deuxième chausson, la magie opère et les deux jeunes femmes se retrouvent dans un univers de danse reprenant les divers ballets dont les costumes se trouvaient dans la salle. Mais surtout, ce sont les rêves de Kristyn qui vont se réaliser.

### Ballets revisités dans l'histoire
- La Laitière suisse, d'Antoine Titus (1823)
- Giselle, ou les Wilis, d'Adolphe Adam (1841)
- Le Lac des cygnes, de Piotr Ilitch Tchaïkovsky (1877)

## Fiche technique
- Titre original : Barbie in The Pink Shoes
- Titre français : Barbie : Rêve de danseuse étoile
- Réalisation : Owen Hurley
- Scénario : Alison Taylor
- Direction artistique : Walter P. Martishius
- Musique : 
  - arrangée par Jim Dooley
  - orchestrée par Kevin Babuder
  - interprétée par le Slovak National Symphony Orchestra
  - dirigée par Vladimir Martinka
- Chanson : écrite par Jim Dooley, Gabriel Mann et Rob Hudnut
- Chorégraphie : Melissa Barak
- Production : Owen Hurley, S.T. Sivaraman et Shelley Dvi-Vardhana ; Steven Wendland et Rob Hudnut (exécutifs)
- Sociétés de production : Barbie Entertainment, Technicolor Production
- Société de distribution : Universal Studios Home Entertainment
- Pays d'origine : États-Unis
- Langue d'origine : anglais
- Format : couleur - son stéréo
- Genre : animation
- Durée : 75 minutes
- Dates de sortie :  États-Unis : février 2013 ;  France : 26 mars 2013[2]

Sources : Générique du DVD, IMDb

## Distribution
| - Kelly Sheridan : Kristyn Farraday / Giselle (Giselle) / Odette (Lac des Cygnes) - Katie Crown : Hailey - Brett Dier : Dillon Matthews / Prince Sigfried (Lac des Cygnes) - Ali Liebert : Tara Pennington / Odile (Lac des Cygnes) ; Hannah (une petite ballerine) - Bill Mondy : Mr Pennington / Rothbart (Lac des Cygnes) ; Thorpe, un paysan (Giselle) - Lori Triolo : Madame Katerina - Tabitha St. Germain : Madame Natascha / la Reine des Neiges ; la Fée Dragée (Casse-Noisette), Danseuse cygne, Manager - Trevor Devall : Albrecht (Giselle) / Directeur de ballets internationaux 1 - Kyle Rideout : Hilarion (Giselle) / Directeur de ballets internationaux 2 - Teryl Rothery : Mère de Giselle (Giselle), la Reine Vera (Lac des Cygnes) | - Noémie Orphelin : Kristyn Farraday / Giselle (Giselle) / Odette (Lac des Cygnes) - Audrey D'Hulstère : Hailey - Pierre Lognay : Dillon Matthews / Prince Sigfried (Lac des Cygnes) - Sophie Landresse : Tara Pennington / Odile (Lac des Cygnes) - Alayin Dubois : Hannah - Philippe Résimont : Mr Pennington / Rothbart (Lac des Cygnes) - Manuela Servais : Madame Katerina - Jacqueline Ghaye : Madame Natascha / la Reine des Neiges - Claire Tefnin : la Fée Dragée (Casse-Noisette) - Nicolas Matthys : Albrecht (Giselle) / Directeur de ballets internationaux 1 - Gaëtan Wenders : Hilarion (Giselle) / Directeur de ballets internationaux 2 - Colette Sodoyez : Mère de Giselle (Giselle) |

Source : Générique du DVD

### Danseurs
- Jenelle Manzi : Kristyn
- Erin Rivera-Brennand : Tara / Odile, Hailey, les Paysannes
- Evan Swenseon : Dillon / Prince Sigfried
- Seth Belliston : les Paysans
- Ariana Assaf, Lucia Connolly, Juri Okada et Kaylani Parks : les Petits cygnes

## Musiques du film
Le film contient de nombreux extraits de ballets classiques :
- Danse des petits cygnes du Lac des cygnes par Piotr Ilitch Tchaïkovski
- Pas de Deux du Cygne Noir du Lac des cygnes Pyotr Ilyich Tchaïkovsky
- Danse de la Laitière basé sur la Symphonie nº 3 de Beethoven
- Danse des amis de Giselle par Adolphe Adam
- Variation de Giselle, Acte 1 de Giselle par Adolphe Adam
- Le Cygne Blanc Pas de Deux du Lac des cygnes par Pyotr Ilyich Tchaïkovsky
- Le Cygne Noir Pas de Trois du Lac des cygnes par Pyotr Ilyich Tchaïkovsky
- Musique des Automates de Coppélia par Leo Delibes

Et une chanson générique :
- Keep on Dancing - Rachel Bearer

## Autour du film
Créée en 1959, la Poupée Barbie est à l'origine de nombreux produits dérivés. Elle a également inspiré plusieurs films d’animation. Barbie : Rêve de danseuse étoile est sorti la même année que Barbie : Mariposa et le Royaume des fées et Barbie et ses sœurs au club hippique.